# 恒久的施設
恒久的施設（英: Permanent establishment, PE、仏: établissement permanent）は、国際税務に関する重要な概念であり、外国法人に対する課税の根拠となるものである。支店・工場など、事業を行う一定の場所のことであるが、定義の詳細は国によって異なる。通常、一国に恒久的施設を有する法人は、当該国における国内源泉所得について課税される。

## 日本における恒久的施設
日本では法人税法141条1号〜3号で定義されている。内国法人がすべての所得について法人税の納税義務を負う一方、恒久的施設を有しない外国法人は国内にある資産の運用等によって生じる所得についてしか納税義務を負わない。しかし支店などの恒久的施設を有する場合は、すべての国内源泉所得について納税義務を負うことになる。
国内法の規定は上記の通りであるが、日本は多くの国と租税条約を締結しており、当該条約に恒久的施設に関する規定がある場合は、その規定が優越する。たとえば日米租税条約（2003年調印）5条では、恒久的施設とは「事業を行う一定の場所であって企業がその事業の全部又は一部を行っている場所」であると定義した上で、その例として、事業の管理の場所、支店、事務所、工場、作業場、鉱山等や、工事現場等（12か月以上存続するもの）をあげている。また、恒久的施設に含まれないとされるものとして、物品の保管・展示・引渡しのみを行う場所、物品の購入・情報収集のみを行う場所、準備的・補助的活動のみを行う場所等を限定列挙している。
企業が海外で事業活動を行うに当たり、恒久的施設に該当しないような活動のみを行う拠点を駐在員事務所と呼ぶ。海外に支店を設けることは通常デメリットが大きいため、金融機関、航空会社など一部の業種の企業を除いては、海外現地法人を設立して事業活動を行うことが多い。この場合、本体の会社は当該国に恒久的施設を持たないことになる。